# 上川徹
上川 徹（かみかわ とおる、1963年6月8日 - ）は、鹿児島県鹿児島市出身の元サッカー選手、元サッカー審判員（元国際審判員）。元日本サッカー協会 (JFA) 審判委員長。
息子はサッカー選手の上川琢。

## 経歴
鹿児島高専3年修了後中退、東海大学を経てフジタ工業でプレーした。1992年引退後、日本初のプロサッカーリーグ（Jリーグ）のために設置された選手経験者向け審判養成講座の一期生として審判員のキャリアをスタートする。1994年、1級審判員を取得し、1996年にJリーグの主審デビュー。1998年から国際主審登録され、国際Aマッチでも笛を吹いた。2002年からはJFAのスペシャルレフェリー（現：プロフェッショナルレフェリー）（審判活動によって主たる収入を得る審判員）として活動していた。
2002 FIFAワールドカップで初めてW杯の主審に選ばれ、グループリーグのアイルランド対カメルーン戦を担当した。2006 FIFAワールドカップでも2大会連続で主審として選出、グループリーグ開幕2戦目のポーランド対エクアドル戦と、イングランド対トリニダード・トバゴ戦を担当した。さらに、同リーグでのジャッジが評価され、日本人審判員としては初めて、廣嶋禎数とともに、決勝トーナメント3位決定戦ドイツ対ポルトガル戦の審判（主審）も務めた。この試合ではドイツ代表のGKであるオリバー・カーンからナイス・ジャッジだったと声をかけられている。同一のワールドカップにおいて、日本人審判員が3度主審を務めたのは初めて（後に西村雄一が2010年大会で4度務めて記録を更新）。ワールドカップの審判員は45歳が年齢の上限と定められているため、2006年のワールドカップが最後の機会（当時43歳）となった。
2006年10月、ひざの故障なども影響し、南アフリカW杯に向けて後進に道を譲るため、国際主審としては2年・国内1級審判としては7年の定年を残して勇退することを発表した。同じく2007年1月、スペシャルレフェリーを退任して現役を引退する方針を固める事となった。同年2月からは日本サッカー協会内に新設されるトップレフリー・インストラクターとして後進の指導にあたる。南アフリカW杯ではFIFAが組織する「審判委員会」のメンバーとなり、出場審判員の審査を行なう「アセッサー」として参加している。2011年には、IFFHSが選ぶ4半世紀の優秀な審判において、第102位に選ばれた。
2012年6月、日本サッカー協会の理事・審判委員長に就任。同年8月よりJリーグ理事も兼務。2016年に退任した（後任は元AFC審判部長の小川佳実）。

## エピソード
- よく名前を間違えられる。Jリーグの開始前の紹介で「川上徹」と表示されることも少なくない。2006年のJリーグアウォーズで最優秀主審賞を受賞した際もプレゼンターに「川上徹さん」と呼ばれ、会場の爆笑を誘った。
- ポーランド対エクアドル戦ではポーランド代表のヤツェク・クジノヴェクのシュートをノーゴールだと宣言した為、誤審だと感じたポーランドのサポーターから大ブーイングを浴びせられた。しかし、それが誤審ではなかったことはFIFAが3位決定戦も含めてその後の2試合のジャッジを任せたことからも明らかである。[独自研究?]
- 3位決定戦となったドイツ-ポルトガル戦では巧みなジャッジで試合を進め、試合後にはポルトガル代表のスコラーリ監督やドイツ代表GKのオリバー・カーンからもジャッジを賞賛された。
- 2006 FIFAワールドカップでの的確なジャッジがロシアからの審判インスペクターの目に留まり、2006年8月20日にロシア・ウラジオストクで行われたロシア・プレミアリーグのルチ・エネルギア対スパルタク・モスクワ戦で主審を務めた。なお、欧州のトップリーグに日本人審判員が招待されて笛を吹くのは初めてのことで、ロシアリーグでアジアから審判員を招待するのも初めてのことであった（ロシア以外のヨーロッパから審判を招くことはあった）。
- 2003年、2006年の2度、Jリーグ優秀審判に選出されているが、2003年の初受賞時は、疑問の残る判定を連発していたこともあり、Jリーグアウォーズ会場のサポーターからは、納得のいかない声と痛烈なブーイングが起こった。上川はこのブーイングが「励みになった」と後に語っており、2006年の2度目の受賞時は、サポーターからも暖かい拍手が送られた。
- 前述のように、2003年頃までの上川は、カードを乱発して試合の流れを断つことが非常に多く、サポーターからも「Jリーグ有数の問題審判」として位置づけられていた。不自然な判定が少なく、試合も壊さないという現在の上川評が固まったのは、比較的最近のことである。[いつ?]
- 審判現役時代は試合中にスタミナ切れにならないよう、週4回ほど5キロのマラソンをしていたとのこと。[6]

## 所属クラブ
- 鹿児島市立鴨池小学校
- 鹿児島市立鴨池中学校
- 鹿児島工業高等専門学校（3年修了後中退）
  - 在学中の1981年にはユース代表に選ばれる
  - 2007年4月、鹿児島高専開校記念講演にて講演を行った。
- 東海大学
- 1986年-1992年 フジタ工業/フジタサッカークラブ

## 個人成績
| 国内大会個人成績 | 国内大会個人成績 | 国内大会個人成績 | 国内大会個人成績 | 国内大会個人成績 | 国内大会個人成績 | 国内大会個人成績 | 国内大会個人成績 | 国内大会個人成績 | 国内大会個人成績 | 国内大会個人成績 | 国内大会個人成績 |
| 年度             | クラブ           | 背番号           | リーグ           | リーグ戦         | リーグ戦         | リーグ杯         | リーグ杯         | オープン杯       | オープン杯       | 期間通算         | 期間通算         |
| 年度             | クラブ           | 背番号           | リーグ           | 出場             | 得点             | 出場             | 得点             | 出場             | 得点             | 出場             | 得点             |
| 日本             | 日本             | 日本             | 日本             | リーグ戦         | リーグ戦         | JSL杯            | JSL杯            | 天皇杯           | 天皇杯           | 期間通算         | 期間通算         |
| ---------------- | ---------------- | ---------------- | ---------------- | ---------------- | ---------------- | ---------------- | ---------------- | ---------------- | ---------------- | ---------------- | ---------------- |
| 1986-87          | フジタ           |                  | JSL1部           |                  |                  |                  |                  |                  |                  |                  |                  |
| 1987-88          | フジタ           |                  | JSL1部           |                  |                  |                  |                  |                  |                  |                  |                  |
| 1988-89          | フジタ           |                  | JSL1部           |                  |                  |                  |                  |                  |                  |                  |                  |
| 1989-90          | フジタ           | 22               | JSL1部           | 4                | 0                | 0                | 0                |                  |                  |                  |                  |
| 1990-91          | フジタ           | 22               | JSL2部           | 6                | 0                | 0                | 0                |                  |                  |                  |                  |
| 1991-92          | フジタ           | 22               | JSL2部           | 1                | 0                | 0                | 0                |                  |                  |                  |                  |
| 通算             | 日本             | 日本             | JSL1部           | 17               | 0                |                  |                  |                  |                  |                  |                  |
| 通算             | 日本             | 日本             | JSL2部           | 7                | 0                | 0                | 0                |                  |                  |                  |                  |
| 総通算           | 総通算           | 総通算           | 総通算           | 24               | 0                |                  |                  |                  |                  |                  |                  |

## 審判経歴

### 審判歴
- 1991年 3級審判員資格取得
- 1992年 2級審判員資格取得
- 1994年 1級審判員資格取得
- 1998年 - 2006年 国際主審登録
- 2002年 - 2006年 スペシャルレフェリー（現：プロフェッショナルレフェリー）契約
- 2007年1月 引退

### 記録
- 1995年3月22日 Jリーグ線審デビュー/浦和レッドダイヤモンズ対ジェフユナイテッド市原戦（埼玉県大宮公園サッカー場）
- 1996年3月30日 Jリーグ主審デビュー/柏レイソル対ジェフユナイテッド市原戦（日立柏サッカー場）
- 1998年 国際Aマッチデビュー
- 2002年 日本人4人目となるW杯審判に選ばれる
- 2006年 日本人2人目となる2大会連続W杯審判に選ばれる

Jリーグ登録 1995年-2006年
- J1 主審158試合 副審17試合
- J2 主審36試合 副審0試合

### 受賞歴
- 2002年 AFCベストレフェリー
- 2003年 Jリーグ優秀主審賞
- 2006年 Jリーグ優秀主審賞

## ドキュメンタリー
- 『にんげんドキュメント もうひとつのワールドカップ～審判・上川徹の挑戦～』（2006年5月26日 NHK総合テレビ 午後10時00分 - ）